# Bad Iburg
Bad Iburg est une ville allemande qui se trouve dans le Land de Basse-Saxe.
Il s'agit d'une ville qui a une superficie de 36,44 km2.
Le bâtiment le plus important est le château et abbaye d'Iburg au-dessus de la ville. Le complexe est un château qui fut la résidence des évêques d'Osnabrück pendant six cents ans et une ancienne abbaye de l'ordre de Saint-Benoît. Il fut le lieu de naissance de Sophie-Charlotte de Hanovre en 1668.

## Personnalités liées à la ville
- Maximilien-Guillaume de Hanovre (1666-1726), prince né Bad Iburg.
- Sophie-Charlotte de Hanovre (1668-1705), reine de Prusse née à Bad Iburg.